# تفجير الحلة 2011
تفجير الحلة 2011 وهو تفجير استهدف مركز للشرطة العراقية في مدينة الحلة 110 كم2 جنوب العاصمة بغداد حيث فجر انتحاري نفسه على تجمع للشرطة العراقية ما أدى إلى مقتل 24 مجند وإصابة 72 أخرين، وبعد ذلك الهجوم بأيام أعلنت دولة العراق الإسلامية مسؤوليتها عن التفجر وذلك انتقاما لمقتل زعيم تنظيم القاعدة أسامة بن لادن.